# Eric E. Lamont
Eric E. Lamont (1950) es un botánico estadounidense. Estudia flora de países europeos y latinoamericanos, así como la de Long Island. Es Investigador Asociado Honorario del Jardín Botánico de Nueva York, Bronx, Nueva York, y presidente (1992-presente) de la Sociedad Botánica de Long Island.
Es especialista taxónomo en la familia de las asteráceas con énfasis en el género Eutrochium.

## Algunas publicaciones
- 1978. A Documentation and Evaluation of Hardy Coniferous Plants Growing at the William Cullen Bryant Preserve, Roslyn Harbor, Long Island, New York. Ed. Long Island University, 152 pp.